# Spencer Tracy
Spencer Bonaventure Tracy (Milwaukee, 5 aprile 1900 – Beverly Hills, 10 giugno 1967) è stato un attore statunitense.

Apparve in 74 film, dal 1930 fino al 1967, poche settimane prima della morte. È ricordato per alcune notevoli interpretazioni e per il suo lungo sodalizio, artistico e sentimentale, con l'attrice Katharine Hepburn. Interprete versatile, Tracy è considerato uno dei migliori attori del suo tempo, l'American Film Institute lo ha inserito al nono posto tra le 100 più grandi star della storia del cinema.

## Biografia

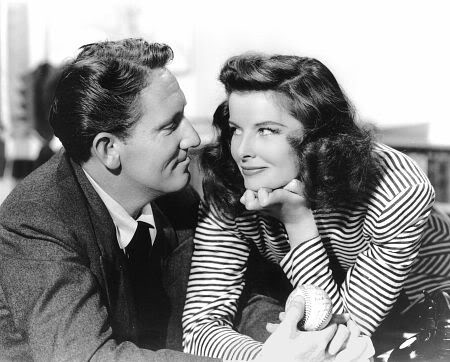
Spencer Tracy con Katharine Hepburn in La donna del giorno (1942) di George Stevens

Secondogenito di un venditore di camion morto nel 1928, all'inizio della prima guerra mondiale Tracy lasciò la scuola per arruolarsi in Marina, ma rimase a Norfolk (Virginia) per tutta la durata del conflitto. Dopodiché si iscrisse al Ripon College, dove apparve in una rappresentazione dal titolo The Truth (La verità). Questa esperienza gli fece prendere la decisione di diventare un attore.
All'inizio degli anni venti frequentò così l'Accademia americana di arti drammatiche di New York, recitando per diversi anni in teatri minori del Michigan, e poi in Canada e nell'Ohio. Nel frattempo si sposò nel 1923 con Louise Treadwell, dalla quale ebbe due figli, John (1924-2007) e Louise, detta Susie (1932). Nel 1930, dopo una lunga gavetta sui palcoscenici, Tracy fece il suo debutto a Broadway in The Last Mile e venne notato dal regista John Ford, che gli fece firmare un contratto con la 20th Century Fox per partecipare al film Up the River. Poco dopo si trasferì con la famiglia a Hollywood, dove partecipò ad oltre trentacinque film in cinque anni.
Nel 1935 firmò un contratto con la MGM e vinse l'Oscar quale miglior attore in due edizioni consecutive per Capitani coraggiosi nel 1938, e La città dei ragazzi nel 1939, record che verrà eguagliato solo nel 1994 e nel 1995 da Tom Hanks. Relativamente a quest'ultimo Oscar, la statuetta recava l'errata incisione di "Dick Tracy", invece di quella del nome corretto dell'attore. Tracy ebbe la candidatura anche per San Francisco (1936), Il padre della sposa (1950), Giorno maledetto (1955), Il vecchio e il mare (1958), ...e l'uomo creò Satana (1960), Vincitori e vinti (1961), Indovina chi viene a cena? (1967). Condivide con Laurence Olivier il record per le candidature all'Oscar al miglior attore protagonista.
Nel 1941 iniziò una duratura ed importante relazione con l'attrice Katharine Hepburn, con la quale girò nove film. Nonostante non vivesse più con la moglie Louise, non divorziò mai da lei, visto che era cattolico, esattamente come la moglie e dato che il figlio John era affetto da sordità.
Sofferente di diabete ed enfisema, probabilmente legati alla passata dipendenza da alcool e fumo, a gennaio 1965 ebbe anche la diagnosi dell'ipertensione arteriosa, e a settembre dovette essere sottoposto a una prostatectomia, dopo la quale andò in coma per una nottata, ma si riprese in modo inaspettato. Considerandosi già ritirato, nel 1967 venne invece voluto dall'amico regista Stanley Kramer, assieme a Katharine Hepburn, per girare Indovina chi viene a cena?. Inizialmente riluttante, Tracy si fece poi convincere dal regista, ma sul set era costantemente in deficit di ossigeno e si dimenticava le battute, sfogandosi con scatti d'ira verso la compagna; ciò era comunque previsto, dato che Kramer e la Hepburn, qualora Tracy non ce l'avesse fatta a terminare le riprese, avevano preventivato la possibilità di sostituirlo con un altro attore.
Due settimane e mezza dopo aver terminato le riprese, sabato 10 giugno 1967 Tracy nel proprio appartamento, alzatosi come d'abitudine attorno alle tre di notte per prepararsi un caffè, con la Hepburn che si stava alzando per seguirlo, ebbe un infarto; aveva 67 anni. La compagna udì dalla cucina prima cadere la tazzina, poi il tonfo del corpo. La Hepburn chiamò il medico personale Mitchell D. Covel e anche il fratello Carrol Tracy, ma per l'attore non ci fu più nulla da fare. Malgrado il duraturo e solido legame con l'attore, per una forma di riguardo verso la famiglia Tracy, la Hepburn chiamò la sua segretaria Phyllis Wilbourn e insieme portarono via dall'appartamento tutti i suoi vestiti e i suoi oggetti, per non lasciare traccia della sua convivenza; anche sui giornali venne riportato che l'attore era morto con in casa solamente la propria cameriera. L'attrice non presenziò nemmeno ai funerali, avvenuti lunedì 12 nella Chiesa del Cuore Immacolato di Maria. Tracy è sepolto nel cimitero Forest Lawn Memorial Park di Glendale.

## Filmografia

### Cinema
- Up the River, regia di John Ford (1930)
- Quick Millions, regia di Rowland Brown (1931)
- Six Cylinder Love, regia di Thornton Freeland (1931)
- Goldie, regia di Benjamin Stoloff (1931)
- She Wanted a Millionaire, regia di John G. Blystone (1932)
- Il coraggio della paura (Sky Devils), regia di A. Edward Sutherland (1932)
- Disorderly Conduct, regia di John W. Considine Jr. (1932)
- Young America, regia di Frank Borzage (1932)
- Society Girl, regia di Sidney Lanfield (1932)
- The Painted Woman, regia di John G. Blystone (1932)
- Io e la mia ragazza (Me and My Gal), regia di Raoul Walsh (1932)
- 20.000 anni a Sing Sing (20,000 Years in Sing Sing), regia di Michael Curtiz (1932)
- Face in the Sky, regia di Harry Lachman (1933)
- Shanghai Madness, regia di John G. Blystone (1933)
- Potenza e gloria (The Power and the Glory), regia di William K. Howard (1933)
- The Mad Game, regia di Irving Cummings (1933)
- Vicino alle stelle (Man's Castle), regia di Frank Borzage (1933)
- The Show-Off, regia di Charles Reisner (1934)
- Distruzione (Looking for Trouble), regia di William A. Wellman (1934)
- Alla conquista di Hollywood (Bottoms Up), regia di David Butler (1934)
- Now I'll Tell, regia di Edwin J. Burke (1934)
- Maria Galante (Marie Galante), regia di Henry King (1934)
- It's a Small World, regia di Irving Cummings (1935)
- Ultime notizie (The Murder Man), regia di Tim Whelan (1935)
- La nave di Satana (Dante's Inferno), regia di Harry Lachman (1935)
- Le quattro perle (Whipsaw), regia di Sam Wood (1935)
- Riffraff, regia di J. Walter Ruben (1936)
- Furia (Fury), regia di Fritz Lang (1936)
- San Francisco, regia di Victor Fleming (1936)
- La donna del giorno (Libeled Lady), regia di Jack Conway (1936)
- They Gave Him a Gun, regia di W. S. Van Dyke (1937)
- Capitani coraggiosi (Captains Courageous), regia di Victor Fleming (1937)
- La grande città (Big City), regia di Frank Borzage (1937)
- La donna che voglio (Mannequin), regia di Frank Borzage (1937)
- Arditi dell'aria (Test Pilot), regia di Victor Fleming (1938)
- La città dei ragazzi (Boys Town), regia di Norman Taurog (1938)
- L'esploratore scomparso (Stanley and Livingstone), regia di Henry King e Otto Brower (1939)
- Questa donna è mia (I Take This Woman), regia di W. S. Van Dyke (1940)
- Tom Edison giovane (Young Tom Edison), regia di Norman Taurog (1940) (cameo)
- Passaggio a Nord-Ovest (Northwest Passage), regia di King Vidor (1940)
- Il romanzo di una vita (Edison, the Man), regia di Clarence Brown (1940)
- La febbre del petrolio (Boom Town), regia di Jack Conway (1940)
- Gli uomini della città dei ragazzi (Men of Boys Town), regia di Norman Taurog (1941)
- Il dottor Jekyll e Mr. Hyde (Dr. Jekyll and Mr. Hyde), regia di Victor Fleming (1941)
- La donna del giorno (Woman of the Year), regia di George Stevens (1942)
- Gente allegra (Tortilla Flat), regia di Victor Fleming (1942)
- Prigioniera di un segreto (Keeper of the Flame), regia di George Cukor (1942)
- Joe il pilota (A Guy Named Joe), regia di Victor Fleming (1943)
- La settima croce (The Seventh Cross), regia di Fred Zinnemann (1944)
- Missione segreta (Thirty Seconds Over Tokyo), regia di Mervyn LeRoy (1944)
- Senza amore (Without Love), regia di Harold S. Bucquet (1945)
- Il mare d'erba (The Sea of Grass), regia di Elia Kazan (1947)
- Il giudice Timberlane (Cass Timberlane), regia di George Sidney (1947)
- Lo stato dell'Unione (State of the Union), regia di Frank Capra (1948)
- Edoardo mio figlio (Edward, My Son), regia di George Cukor (1949)
- La costola di Adamo (Adam's Rib), regia di George Cukor (1949)
- Malesia (Malaya), regia di Richard Thorpe (1949)
- Il padre della sposa (Father of the Bride), regia di Vincente Minnelli (1950)
- Papà diventa nonno (Father's Little Dividend), regia di Vincente Minnelli (1951)
- Omertà (The People Against O'Hara), regia di John Sturges (1951)
- Lui e lei (Pat and Mike), regia di George Cukor (1952)
- Gli avventurieri di Plymouth (Plymouth Adventure), regia di Clarence Brown (1952)
- L'attrice (The Actress), regia di George Cukor (1953)
- La lancia che uccide (Broken Lance), regia di Edward Dmytryk (1954)
- Giorno maledetto (Bad Day at Black Rock), regia di John Sturges (1955)
- La montagna (The Mountain), regia di Edward Dmytryk (1956)
- La segretaria quasi privata (Desk Set), regia di Walter Lang (1957)
- Il vecchio e il mare (The Old Man and the Sea), regia di John Sturges (1958)
- L'ultimo urrà (The Last Hurrah), regia di John Ford (1958)
- ...e l'uomo creò Satana (Inherit the Wind), regia di Stanley Kramer (1960)
- Il diavolo alle 4 (The Devil at Four O'Clock), regia di Mervyn LeRoy (1961)
- Vincitori e vinti (Judgment at Nuremberg), regia di Stanley Kramer (1961)
- La conquista del West, regia di John Ford e Henry Hathaway (1962) (narratore)
- Questo pazzo, pazzo, pazzo, pazzo mondo (It's a Mad Mad Mad Mad World), regia di Stanley Kramer (1963)
- Indovina chi viene a cena? (Guess Who's Coming to Dinner?), regia di Stanley Kramer (1967) - postumo

### Cortometraggi
- The Strong Arm, regia di Edmund Joseph (1930)
- Taxi Talks, regia di Roy Mack (1930)
- The Hard Guy, regia di Arthur Hurley (1930)
- Hollywood Goes to Town, regia di Hermann Hoffman (1938)
- Hollywood Hobbies, regia di George Sidney (1939)

### Documentari
- For Auld Lang Syne, regia di Burk Symon (1939)
- Northward, Ho!, regia di Harry Loud (1940)
- Ring of Steel, regia di Garson Kanin (1942) (narratore)
- His New World (1943) (documentario) (narratore)
- For Defense for Freedom for Humanity (1951)

## Riconoscimenti
- Premio Oscar
  - 1937 – Candidatura al miglior attore per San Francisco
  - 1938 – Miglior attore per Capitani coraggiosi
  - 1939 – Miglior attore per La città dei ragazzi
  - 1951 – Candidatura al miglior attore per Il padre della sposa
  - 1956 – Candidatura al miglior attore per Giorno maledetto
  - 1959 – Candidatura al miglior attore per Il vecchio e il mare
  - 1961 – Candidatura al miglior attore per ...e l'uomo creò Satana
  - 1962 – Candidatura al miglior attore per Vincitori e vinti
  - 1968 – Candidatura al miglior attore per Indovina chi viene a cena?
- Golden Globe
  - 1954 – Miglior attore in un film drammatico per L'attrice
  - 1959 – Candidatura al miglior attore in un film drammatico per Il vecchio e il mare
  - 1961 – Candidatura al miglior attore in un film drammatico per ...e l'uomo creò Satana
  - 1968 – Candidatura al miglior attore in un film drammatico per Indovina chi viene a cena?

## Doppiatori italiani
Nelle versioni in italiano dei suoi film Spencer Tracy è stato doppiato da:
- Gaetano Verna in La città dei ragazzi, Questa donna è mia, Passaggio a Nord-Ovest, La febbre del petrolio, Gli uomini della città dei ragazzi, Il dottor Jekyll e Mr. Hyde, Prigioniera di un segreto, Joe il pilota, La settima croce, Missione segreta, Senza amore, Il mare d'erba, Il giudice Timberlane, Lo stato dell'Unione, Edoardo mio figlio, Malesia, La costola di Adamo, Il padre della sposa, Papà diventa nonno, Omertà, Lui e lei, L'attrice
- Giorgio Capecchi in La lancia che uccide, La segretaria quasi privata, ...e l'uomo creò Satana, Vincitori e vinti, Questo pazzo, pazzo, pazzo, pazzo mondo
- Elio Pandolfi nei ridoppiaggi di 20.000 anni a Sing Sing, La donna del giorno (1936), L'esploratore scomparso, Gli uomini della città dei ragazzi
- Augusto Marcacci in La febbre del petrolio (ridoppiaggio), Gli avventurieri di Plymouth, Giorno maledetto
- Sergio Fiorentini nei ridoppiaggi di La donna del giorno (1942), Prigioniera di un segreto e La settima croce
- Lauro Gazzolo in La montagna, Il vecchio e il mare
- Emilio Cigoli in L'ultimo urrà, Il diavolo alle 4
- Dario De Grassi nei ridoppiaggi di La donna che voglio e Edoardo mio figlio
- Carlo Romano in Capitani coraggiosi (riedizione del dopoguerra)
- Stefano Sibaldi in San Francisco (riedizione del dopoguerra)
- Corrado Gaipa in Indovina chi viene a cena?
- Carlo Sabatini in Furia (ridoppiaggio)
- Rodolfo Bianchi in Il dottor Jekyll e Mr. Hyde (ridoppiaggio)
- Bruno Alessandro in Lo stato dell'Unione (ridoppiaggio)

Da doppiatore è sostituito da:
- Mario Pisu in La conquista del West